# Capsicum annuum
Capsicum annuum is de botanische naam van een plantensoort uit de nachtschadefamilie (Solanaceae). Hoewel de naam annuum suggereert dat de plant eenjarig is, is de plant onder goede omstandigheden wel degelijk meerjarig. Capsicum annuum is commercieel belangrijk als leverancier van paprika en van sommige chilipepers. Als bij vele cultuurplanten is de soortomgrenzing enigszins vaag. Volgens de Flora of China moeten de planten die soms Capsicum frutescens genoemd worden ook tot deze soort gerekend worden.

## Herkomst
De soort komt van nature voor in Zuid-Amerika. Spanjaarden brachten de vrucht naar Europa, waarna deze in verschillende landen populair werd. Naar alle waarschijnlijkheid hebben de Nederlanders de plant (en de vrucht) uit West-Indië (het tegenwoordige Suriname) naar Nederlands Oost-Indië (het tegenwoordige Indonesië) gebracht om in plantages te verbouwen, als aanvulling op en vervanging van de ronde korrelpeper, die een andere 'hete' stof bevat, namelijk piperine. Net als piperine werkt de werkzame stof van deze plant, capsaïcine, conserverend. Deze rode pepers werden vooral verbouwd op het eiland Lombok, waaraan deze pepers hun Indonesische naam danken (lomboks).
De Turken hebben mogelijk de peper geïntroduceerd in Hongarije (Hongarije heeft lange tijd deel uitgemaakt van het Groot Ottomaanse Rijk). In Hongarije is verder gekweekt tot de inmiddels als paprika bekende variëteiten. De naam paprika is afkomstig uit het Hongaars, waarin het peper betekent. De naam paprika is (in Hongarije) een verzamelnaam voor zowel rode, gele, geelwitte, lichtgroene tot donkergroene, zowel scherpe en zoete, en zowel de smalle puntige vormen tot de stompe, meer opgeblazen vormen.

## Werkzame stoffen
De plant bevat veel vitamine A, vitamine C, capsaïcine, dihydrocapsaïcine, nordihydrocapsaïcine capsanthine en oleoresine.

## Gebruik
Poeder van de vruchten kan worden gebruikt om de natuurlijke afweer te vergroten bij infectieziekten, in het bijzonder middenoorontsteking. Bij overgevoeligheid van de slijmvliezen van het maag- en darmkanaal werkt het poeder kalmerend. Bij reumatische pijn en overgevoeligheid aan kou kan het poeder ook worden aangewend. Het extract van Capsicum annuum wordt gebruikt als een voedingskleurstof. Het heeft het E-nummer E160.

## Rassen
Veelvoorkomende rassen zijn:
- cayennepeper, vaak ook chilipeper genoemd, hoewel de naam dan wordt gebruikt als een metonymie.
- paprika
- jalapeño